# Michelangelo Trimarchi
Michelangelo Trimarchi (Santa Teresa di Riva, 4 novembre 1916 – Messina, 7 settembre 1984) è stato un politico italiano, membro della Democrazia Cristiana, possidente e avvocato.

## Biografia
Secondo figlio dell'avvocato Giuseppe Trimarchi (1891-1967) e di donna Clelia Garufi (1891-1968), Trimarchi proveniva da un'agiata famiglia di proprietari terrieri originaria di Casalvecchio Siculo.
Laureato in Giurisprudenza, fu avvocato come il fratello Luigi (1915-1972). Sposò Caterina De Luca Zuccaro, appartenente a una famiglia di Roccalumera e Taormina, ed ebbero tre figlie.
Nel 1946 venne eletto nell'Assemblea Costituente e, successivamente, nel 1948 fu eletto deputato al Parlamento italiano con la Democrazia Cristiana (collegio di Catania); mantenne tale incarico fino al 1953, anno di scadenza naturale della legislatura.
Durante la prima legislatura fu componente prima della Commissione Giustizia, poi delle commissioni Difesa e Lavori pubblici.
Dal 1956 al 1960 fu sindaco di Messina. Successivamente, abbandonata la politica attiva, fu Presidente dell'Ente Porto di Messina.
Morì a Messina il 7 settembre 1984 e fu sepolto nella cappella di famiglia del Gran Camposanto di Messina.